# Ронданіна
Ронданіна (італ. Rondanina, ліг. Rondaninn-a) — муніципалітет в Італії, у регіоні Лігурія,  метрополійне місто Генуя.
Ронданіна розташована на відстані близько 400 км на північний захід від Рима, 29 км на північний схід від Генуї.
Населення — 65 осіб (2014).

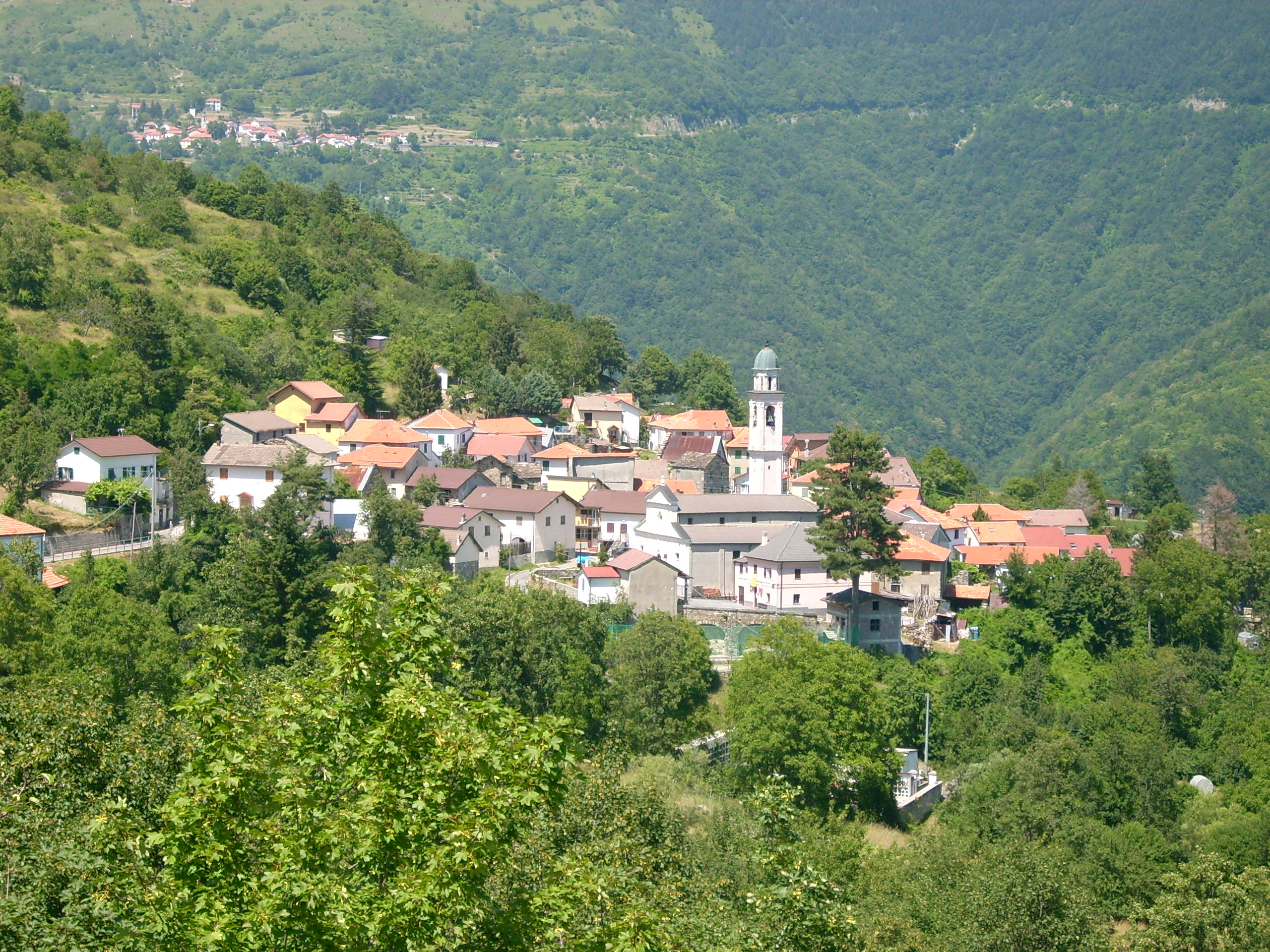

Щорічний фестиваль відбувається 6 грудня. Покровитель — святий Варфоломій.

## Демографія
Населення за роками:

## Сусідні муніципалітети
- Фашія
- Монтебруно
- Пропата
- Торрилья